# Bercu Noua
Bercu Noua – wieś w Rumunii, w okręgu Satu Mare, w gminie Micula. W 2011 roku liczyła 230 mieszkańców. 